# Jacques-Michel Pittier
Jacques-Michel Pittier, né le 26 mars 1955 à Aigle, est un écrivain et journaliste vaudois.

## Biographie
Originaire de Bex, Jacques-Michel Pittier entreprend des études de lettres et d'archéologie à Lausanne, puis se lance dans le journalisme et l'écriture.
Ce chroniqueur musical, rédacteur en chef de la revue musicale de Suisse romande est également le cofondateur du journal littéraire Le Passe-muraille.
On lui doit plusieurs recueils de nouvelles dont L'An de grâce (1981) et La Corde raide (1980), deux romans, Kriegspiel ou Le Jeu de la guerre (1983) et Les Forçats (1988), et deux livres d'entretiens, l'un avec l'éditeur Albert Mermoud, le second avec l'écrivain Étienne Barilier, ainsi qu'un recueil de poèmes, New York calligramme (1988).
Il reçoit le Prix des auditeurs de la RTS en 1990 pour Les Forçats.

## Sources
- « Jacques-Michel Pittier », sur la base de données des personnalités vaudoises sur la plateforme « Patrinum » de la Bibliothèque cantonale et universitaire de Lausanne.
- Anne-Lise Delacrétaz, Daniel Maggetti, Écrivaines et écrivains d'aujourd'hui, p. 311
- Jacques-Michel Pittier dans Viceversa Littérature.
- Une histoire en crescendo – La musique classique à Lausanne - Site officiel de la Ville de Lausanne